# Mistrzostwa Europy w Lekkoatletyce 1946 – trójskok mężczyzn

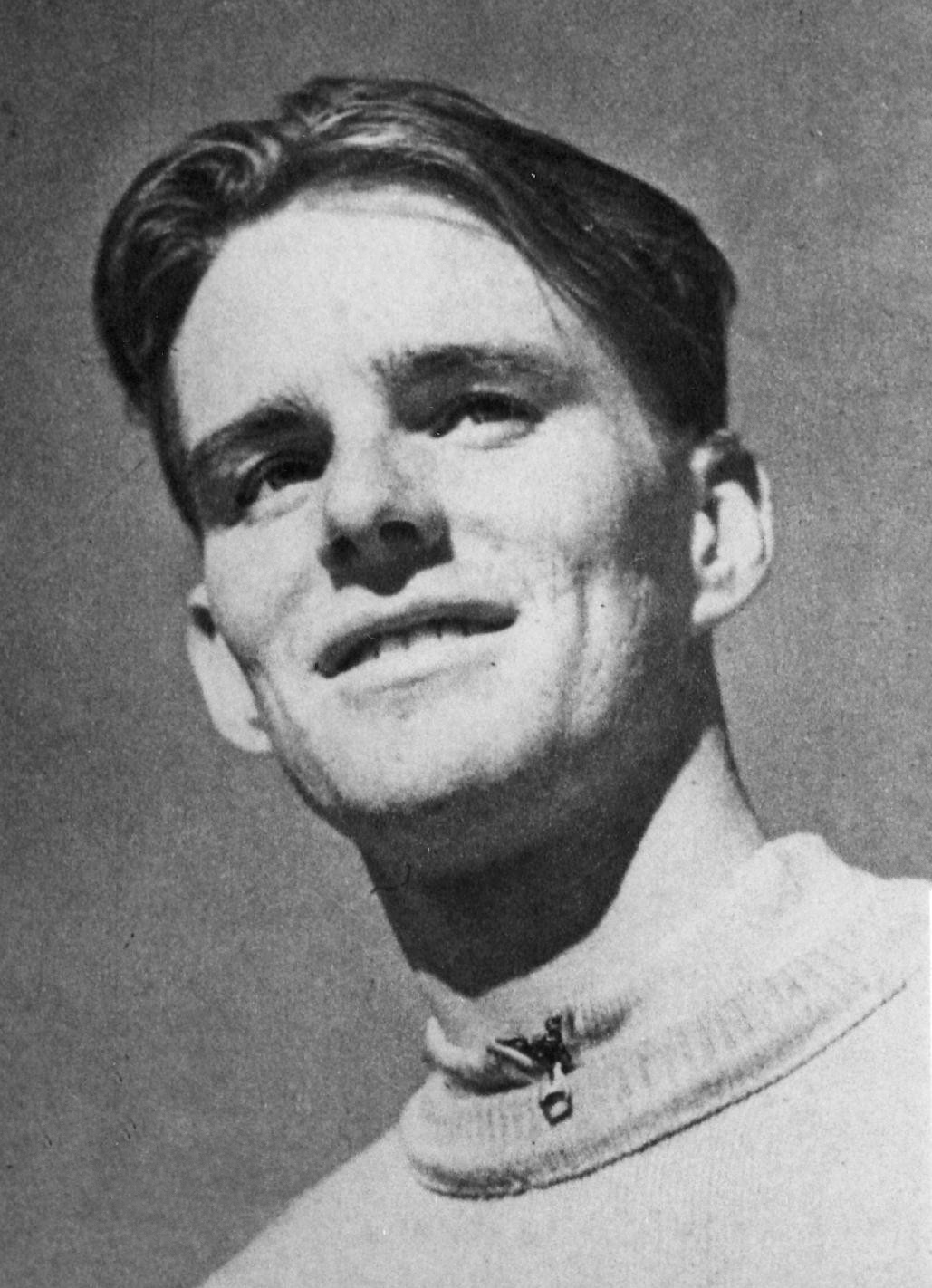
Bertil Johnsson

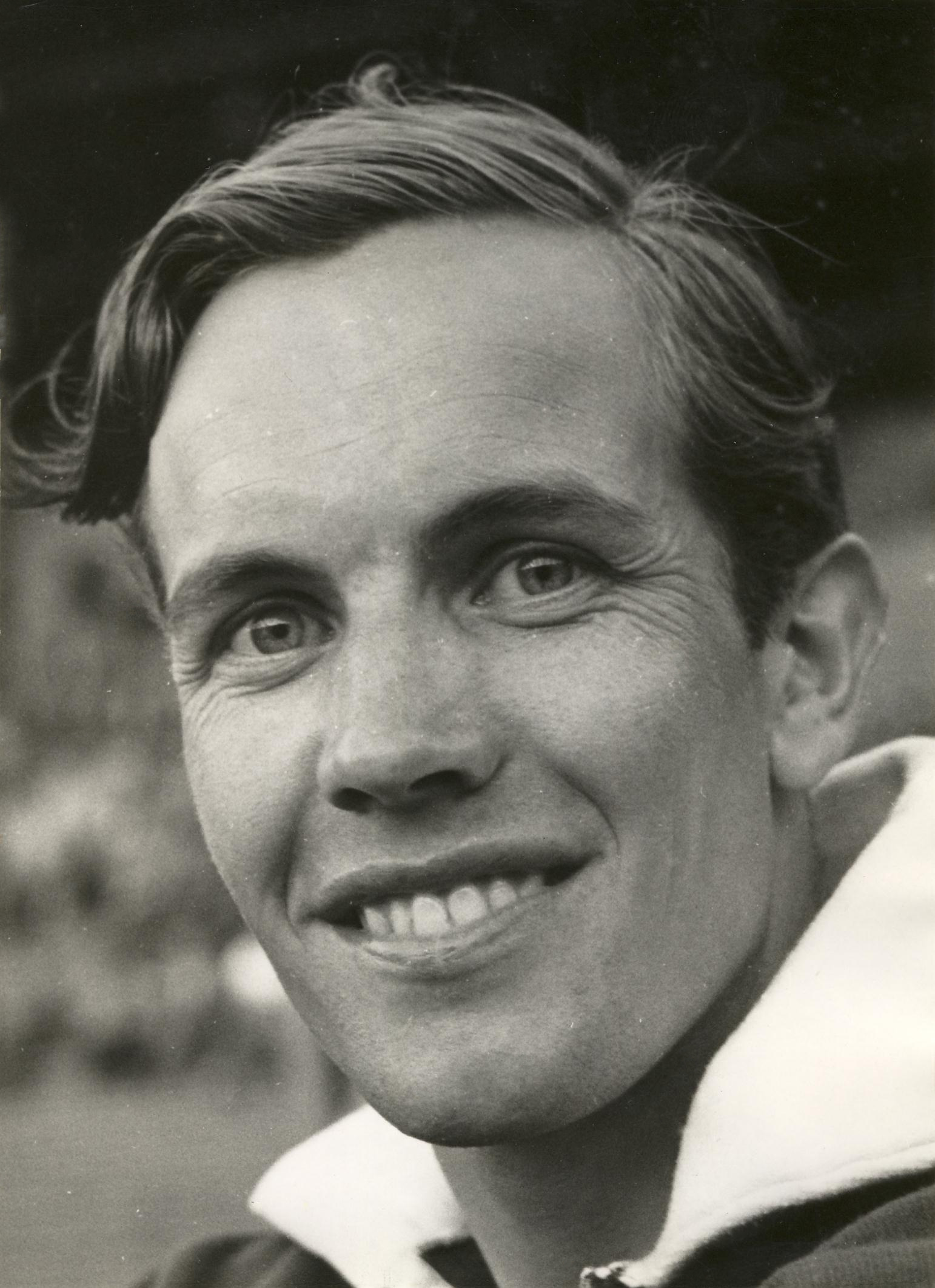
Arne Åhman

Trójskok mężczyzn był jedną z konkurencji rozgrywanych podczas III Mistrzostw Europy w Oslo. Został rozegrany w czwartek, 22 sierpnia 1946 roku. Zwycięzcą tej konkurencji został Fin Valdemar Rautio. W rywalizacji wzięło udział dziewięciu zawodników z siedmiu reprezentacji.

## Rekordy
| Rekord świata     | Naoto Tajima (JPN)   | 16,00 | Berlin, Niemcy   | 06.08.1936 |
| Rekord Europy     | Onni Rajasaari (FIN) | 15,52 | Lahti, Finlandia | 16.07.1939 |
| Rekord Europy     | Kaare Strøm (NOR)    | 15,49 | Oslo, Norwegia   | 20.08.1939 |
| Rekord mistrzostw | Onni Rajasaari (FIN) | 15,32 | Paryż, Francja   | 04.09.1938 |

## Wyniki
| Miejsce | Zawodnik         | Wynik | Uwagi |
| ------- | ---------------- | ----- | ----- |
| 1       | Valdemar Rautio  | 15,17 |       |
| 2       | Bertil Johnsson  | 15,15 |       |
| 3       | Arne Åhman       | 14,96 |       |
| 4       | Eugen Haugland   | 14,70 |       |
| 5       | Hannes Sonck     | 14,70 |       |
| 6       | Preben Larsen    | 14,65 |       |
| 7       | Stefán Sörensson | 14,11 | NR    |
| 8       | Miroslav Řihošek | 13,77 |       |
| 9       | Dennis Watts     | 13,49 |       |